# Felsőzsolca
Felsőzsolca este un oraș în districtul Miskolc, județul Borsod-Abaúj-Zemplén, Ungaria, având o populație de 6.841 de locuitori (2011).

## Demografie
Componența etnică a orașului Felsőzsolca
     Maghiari (86,52%)
     Romi (11,64%)
     Necunoscut (0,67%)
     Alții (1,16%)
Componența confesională a orașului Felsőzsolca
     Romano-catolici (40,61%)
     Reformați (13,23%)
     Fără religie (9,34%)
     Greco-catolici (8,35%)
     Necunoscută (26,78%)
     Alte religii (2,28%)
Conform recensământului din 2011, orașul Felsőzsolca avea 6.841 de locuitori. Din punct de vedere etnic, majoritatea locuitorilor (86,52%) erau maghiari, cu o minoritate de romi (11,64%). Apartenența etnică nu este cunoscută în cazul a 0,67% din locuitori. Nu există o religie majoritară, locuitorii fiind romano-catolici (40,61%), reformați (13,23%), persoane fără religie (9,34%) și greco-catolici (8,35%). Pentru 26,78% din locuitori nu este cunoscută apartenența confesională.